# Gyňov
Gyňov (ungarisch Hernádgönyű – bis 1907 Gönyű) ist eine Gemeinde im Osten der Slowakei mit 689 Einwohnern (Stand 31. Dezember 2024), die zum Okres Košice-okolie, einem Teil des Košický kraj, gehört und in der traditionellen Landschaft Abov liegt.

## Geographie

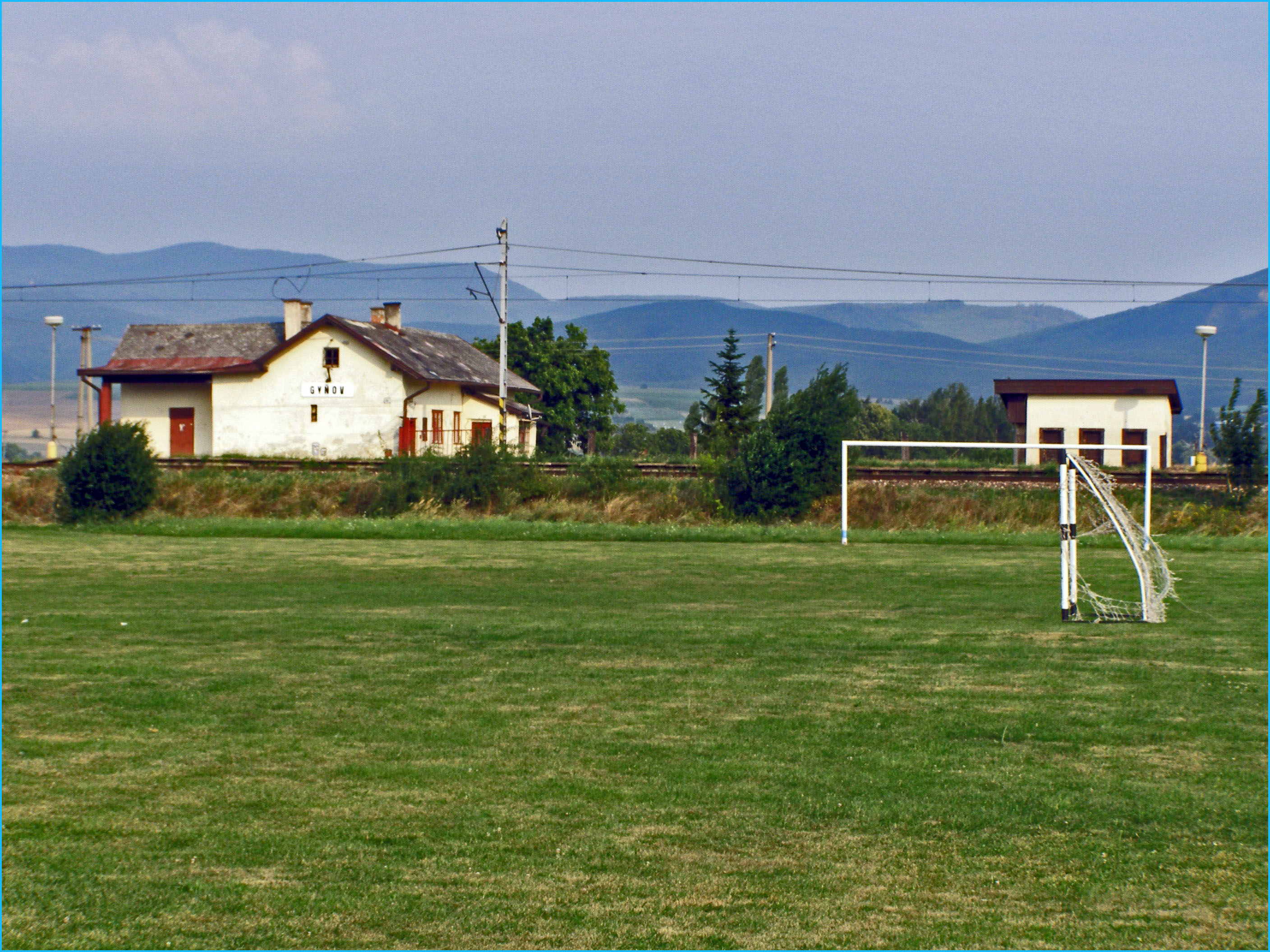
Haltestelle Gyňov und Fußballplatz

Die Gemeinde befindet sich im südlichen Teil des Talkessels Košická kotlina auf einer rechtsseitigen Flurterrasse des Hornád. Das Ortszentrum liegt auf einer Höhe von 206 m n.m. und ist 17 Kilometer von Košice entfernt.
Nachbargemeinden sind Čaňa im Norden, Trstené pri Hornáde im Osten, Seňa im Süden und Belža im Westen.

## Geschichte
Gyňov wurde zum ersten Mal 1255 als Gunupotoka schriftlich erwähnt. Im Jahr 1268 kam das Dorf zum Besitz des Landadels nach dem Ende der Herrschaft der Burg Abaújvár. 1270 war Gyňov in zwei Teile, in zeitgenössischen Quellen Felgyno und Algunyo genannt, geteilt. 1427 wurden neun Porta im Ort verzeichnet. 1772 wohnten hier 26 Familien unter sieben Gutsherren, 1828 zählte man 55 Häuser und 361 Einwohner, die als Landwirte beschäftigt waren.
Bis 1918/1919 gehörte der im Komitat Abaúj-Torna liegende Ort zum Königreich Ungarn und kam danach zur Tschechoslowakei beziehungsweise heute Slowakei. Auf Grund des Ersten Wiener Schiedsspruchs lag er von 1938 bis 1945 noch einmal in Ungarn und wurde während der Frontverschiebung in der Spätphase des Zweiten Weltkriegs fast zerstört.

## Bevölkerung
| Jahr                | 1994 | 2004    | 2014    | 2024     |
| ------------------- | ---- | ------- | ------- | -------- |
| Anzahl der Personen | 584  | 564     | 617     | 689      |
| Unterschied         |      | −3,42 % | +9,39 % | +11,66 % |

| Jahr                | 2023 | 2024    |
| ------------------- | ---- | ------- |
| Anzahl der Personen | 683  | 689     |
| Unterschied         |      | +0,87 % |

Gemäß der Volkszählung 2011 wohnten in Gyňov 608 Einwohner, davon 592 Slowaken, jeweils zwei Magyaren und Ukrainer und ein Russine. 11 Einwohner machten keine Angabe zur Ethnie.
475 Einwohner bekannten sich zur römisch-katholischen Kirche, 27 Einwohner zur reformierten Kirche, 25 Einwohner zur griechisch-katholischen Kirche, vier Einwohner zur Evangelischen Kirche A. B., drei Einwohner zur orthodoxen Kirche und ein Einwohner zur evangelisch-methodistischen Kirche. Ein Einwohner bekannte sich zu einer anderen Konfession, 10 Einwohner waren konfessionslos und bei 31 Einwohnern wurde die Konfession nicht ermittelt.

## Bauwerke und Denkmäler
- römisch-katholische Kirche Heiligstes Herz Jesu im historisierenden (neoromanischen) Stil aus dem Jahr 1924[6]

## Verkehr
Nach Gyňov führt nur die Straße 3. Ordnung 3416 von Čaňa heraus. Der Ort hat eine Haltestelle an der Bahnstrecke Miskolc–Košice, allerdings seit 2011 ohne regelmäßigen Personenverkehr, der nächste angefahrene Bahnhof ist in Košice.